# アルメリカス・ド・クルシー (第18代キングセール男爵)
第18代キングセール男爵アルメリカス・ド・クルシー（英語: Almericus de Courcy, 18th Baron Kingsale、1665年5月 – 1720年2月9日）は、アイルランド貴族。

## 生涯
第16代キングセール男爵ジョン・ド・クルシーとエレン・リー（Ellen Reagh、チャールズ・マッカーシー・リーの娘）の次男として、1665年5月に生まれた。1669年に兄パトリックが死去すると、キングセール男爵の爵位を継承した。カトリックとして育てられたが、1675年12月14日にオックスフォード大学クライスト・チャーチに送られ、そこに入学した。しかし、クライスト・チャーチ首席司祭のジョン・フェルはキングセール男爵が「テニスコートに夢中で、博識でもなく書物から学ぶ苦労もしなかったのに名誉な称号だけで十分と自負している」（1677年/1678年）と酷評し、初代オーモンド公爵ジェームズ・バトラーもキングセール男爵を「喜んで家に迎い入れるが、彼を教皇との関係から引き離すことは難しい」が、「旅に出るにも財産が少なすぎる」（1681年2月19日）などと評した。
キングセール男爵は国王チャールズ2世から300ポンドの年金を与えられ、次期国王のジェームズ2世も年金を維持した。ジェームズ2世が1689年5月7日に招集したアイルランド議会に出席した後、1690年に騎兵部隊を率いるようになり、その後は初代ルーカン伯爵パトリック・サーズフィールドの騎兵部隊の中佐になった。これにより1691年に無法者（outlaw）に宣言されたが、翌年5月に取り消され、同年10月25日と1710年5月20日にアイルランド貴族院に登院した。また、1698年1月26日にはイングランドへの入国許可が下りた。
1720年2月9日に死去、14日にウェストミンスター寺院に埋葬された。叔父マイルズ（Miles）の息子ジェラルドが爵位を継承した。

## 家族
1698年3月2日、アン・ドリング（Anne Dring、1724年4月27日没、ロバート・ドリングの娘）と結婚した。